# Kafita
Kafita è una circoscrizione rurale (rural ward) della Tanzania situata nel distretto di Nyang'hwale, regione di Geita. Conta una popolazione di 11 846 abitanti (censimento 2012).